# Baeomorpha dubitata
Baeomorpha dubitata is een vliesvleugelig insect uit de familie Tetracampidae. De wetenschappelijke naam is voor het eerst geldig gepubliceerd in 1937 door Brues.